# 縱帶彎線䲁
縱帶彎線䲁，又稱金帶彎線䲁、條紋彎線䲁，為輻鰭魚綱䲁形目三鰭䲁科的其中一種。其种加词“striata”意为“有条纹的”。

## 分布
本魚分布於西太平洋區，包括日本、臺灣、菲律賓、泰國、印尼、澳洲、斐濟、所羅門群島等海域。

## 深度
水深0至30公尺。

## 特徵
本魚體稍側扁而略延長，眼大突出，具3枚背鰭。體為暗紅色，體側具明顯的白縱帶，尾鰭截形，背鰭硬棘16至17枚；背鰭軟條10至12枚；臀鰭硬棘1枚；臀鰭軟條19至20枚，體長可達4.3公分。

## 生態
本魚喜棲息於海綿及石珊瑚上，以胸鰭支撐魚體，性情膽小，易受驚嚇，屬雜食性，以藻類及小型無脊椎動物為食。

## 經濟利用
可做為觀賞魚。